# MACABRE (Dir en grey)
MACABRE is Dir en grey's tweede album uitgebracht in 2000.Ook dit album werd uitgebracht op door een grote platenmaatschappij. MACABRE is een stuk harder en minder toegankelijk dan GAUZE. Toch werd het album weer een succes voor de band. MACABRE bereikte de vierde plek op de oricon album-chart.

## Inhoud
1. "Deity" - 4:15
2. "脈" (myaku) - 4:05
3. "理由" (wake) - 5:12
4. "egnirys cimredopyh +)________an injection" - 5:16
5. "Hydra" - 5:41
6. "蛍火" (hotarubi) - 6:06
7. "【KR】cube" - 4:09
8. "Berry" - 4:20
9. "MACABRE -揚羽ノ羽ノ夢ハ蛹-" - 10:49
10. "audrey" - 4:33
11. "羅刹国" (rasetsukoku) - 3:35
12. "ザクロ" (zakuro) - 8:37
13. "太陽の碧" (taiyou no ao) - 6:19

## Artiesten
- Kyo - Zang
- Toshiya - bassist
- Kaoru - gitarist
- Die - gitarist
- Shinya - Drummer